# Дефлаграція
Вибухове горіння або дефлаграція — одна з форм вибухового перетворення (вибуху) речовин різного агрегатного стану, що поширюється з дозвуковою швидкістю (від десятків до сотень м/с). Виникає при підпаленні ВР або при вибуховому імпульсі малої інтенсивності. Відрізняється від нормального пошарового горіння більшою на декілька порядків швидкістю й нестабільністю параметрів процесу. Залежно густини речовини й швидкості процесу при вибуховому горінні виникає тиск від декількох сотень (гази, аерозолі) до сотень тисяч кПа.
Швидкість горіння відрізняє цей процес від детонації, що поширюється з надзвуковою швидкістю. Дефлаграція типова для низькоенергетичних вибухових речовин (англ. low explosives), як от порохи. Також нею є, наприклад, підпалення побутового пропану та згоряння пального в циліндрах двигуна внутрішнього згоряння.

## Перехід від дефлаграції до детонації
За умови прогресуючого збільшення тиску (наприклад, в замкненому просторі) процес прискорюється, попереду полум'я виникають хвилі стиску. У цьому випадку вибухове горіння може перейти спочатку в повільну, а потім в нормальну детонацію. Вибухове горіння — характерна форма вибухового перетворення димного пороху, аерозолів вугільного пилу. В режимі вибухового горіння, як правило, відбуваються вибухи метану в шахтах. З практичною метою вибухове горіння використовується при необхідності «м'якої» дії на гірські породи — скажімо, при видобутку каменю.

## Перехід від детонації до дефлаграції
Бризантна вибухова речовина може перейти від детонації ВР в горіння заряду ВР з дозвуковими швидкостями від кількох міліметрів до сотень метрів на секунду. Це явище називають дефлаграцією або вигоранням ВР. Виникає при порушенні нормального режиму детонації і відмові ВР внаслідок дефектності засобів ініціювання, недостатнього початкового імпульсу, при порушенні суцільності заряду, утворенні перемичок між патронами (з бурового борошна і штибу), падінні детонаційної здатності ВР внаслідок ущільнення, при зволоженні та злежуванні.
Дефлаграція призводить до зниження ефективності вибухових робіт, виникнення пожеж (запалення вугільного пилу) або вибуху горючих газів та шахтного пилу. Для запобігання дефлаграції підвищують детонаційну здатність ВР шляхом введення сенсибілізаторів та ретельнішого подрібнення активних компонентів; знижують займистість ВР введенням в його склад спеціальних добавок або оточенням ВР рідкою оболонкою та інш.